# ليليا سبكار
ليليا جاويد عبد الحسين علي سبكار (مواليد 15 يوليو 2002) هي لاعبة كرة قدم بحرينية محترفة ولاعبة كرة قدم صالات تلعب كلاعب خط وسط في نادي يونايتد إيجلز إف سي في دوري الدرجة الأولى السعودي للسيدات ومنتخب البحرين.

## المسيرة الكروية
شاركت ليليا في النسخة الأولى من بطولة اتحاد جنوب آسيا لكرة القدم للسيدات مع نادي المملكة، الذي توج بطلاً للمملكة.
في 4 أكتوبر 2024، أعلن نادي يونايتد إيجلز عن تجديد عقدها لموسم آخر.

## المسيرة الدولية
في عام 2016، تم اختيار ليليا لتمثيل منتخب البحرين تحت 14 سنة في بطولة آسيا الإقليمية للفتيات تحت 14 سنة. سجلت سبعة أهداف في ثلاث مباريات، اختتمت البطولة وهي ثاني أعلى هدافة، و قد اختيرت كأفضل لاعبة في البطولة. في ديسمبر 2019، شاركت مع منتخب البحرين في بطولة اتحاد غرب آسيا للفتيات تحت 18 سنة، التي أقيمت في المملكة. وسجلت هدفين ضد الكويت في المباراة الافتتاحية، حيث أنهت البحرين البطولة وصيفة للمركز الأول.

### كبير
في عام 2019، انضمت ليليا إلى تشكيلة منتخب البحرين المشارك في بطولة اتحاد غرب آسيا للسيدات 2019 التي أقيمت على أرض الوطن. خلال البطولة، سجلت هدفها الدولي الأول في الدقيقة 79 ضد فلسطين.

### الأهداف الدولية
آخر تحديث 11 June 2024
.
تظهر قائمة الأهداف والنتائج لمنتخب البحرين أولاً، ويشير عمود النتيجة إلى النتيجة بعد كل هدف سجلته ليليا.
| لا. | تاريخ          | مكان                            | الخصم     | نتيجة | نتيجة | مسابقة                                       |
| --- | -------------- | ------------------------------- | --------- | ----- | ----- | -------------------------------------------- |
| 1   | 9 January 2019 | استاد المحرق ، المحرق ، البحرين | فلسطين    | 5-0   | 5-0   | بطولة اتحاد غرب آسيا لكرة القدم للسيدات 2019 |
| 2   | 8 June 2024    | ملعب الاهلي ، المنامة ، البحرين | إندونيسيا | 1-3   | 2-3   | ودي                                          |

## الأوسمة
البحرين
- بطولة غرب آسيا للسيدات :
  - الوصيف: بطولة اتحاد غرب آسيا لكرة القدم للسيدات 2019

البحرين تحت 18 سنة
- بطولة اتحاد غرب آسيا تحت 18 سنة للفتيات :
  - الوصيف: 2019

كرة الصالات البحرينية
- العاب دول مجلس التعاون الخليجي :
  -  الحائز على الميدالية الذهبية: 2022
- بطولة اتحاد غرب آسيا لكرة الصالات للسيدات :
  - المركز الثالث: 2022

## روابط خارجية
- ليليا صبكار على موقع Playermakerstats
- Leleya Sabkar